# 釜山回し蹴り事件
釜山回し蹴り事件（プサンまわしげりじけん）は、2022年5月22日、釜山広域市釜山鎮区で30代男性Aが帰宅中の20代女性Bを回し蹴りで撃って気絶するまで数回蹴った後、引きずって行った無差別暴行事件。

## 犯人
加害者Aは元警護員出身で、すでに過去何度も犯罪前科があり、懲役を生き出所し、再犯を犯したことが確認された。

## 裁判
検察は被疑者Aに対して懲役20年を求刑した。
2022年10月28日、Aは1審裁判で殺人未遂罪を認め、懲役12年が宣告された。 また、刑執行終了日から20年間、位置追跡電子装置の付着を命令し、遵守事項を課した。 心身微弱は認められなかった。 恋人Cは、犯人Aを隠してくれた容疑で懲役8ヵ月に執行猶予2年を宣告された。
2023年6月12日、2審裁判部は宣告公判で懲役20年刑を宣告した。 他にも、裁判所はAに10年間身元情報公開、10年間児童関連機関就業制限、20年間位置追跡電子装置付着を命令した。
2023年9月21日、大法院はAに対して、2審判決を維持した。